# ルーカス・ライセンシング
ルーカス・ライセンシング（英: Lucas Licensing）は、アメリカのルーカスフィルム（ウォルト・ディズニー・スタジオ）の子会社である。他社とのライセンス事業を中心に行っている。

## 概要
世界的に『スター・ウォーズシリーズ』、『インディ・ジョーンズ シリーズ』で知られているルーカスフィルムのライセンス事業、出版、教材関係を主に活動している会社である。
自社の主要部門としてはルーカス・ブックスとルーカス・ラーニングを所有している。
レゴとルーカス・ライセンシングが約10年間に渡り契約しており、現在もディズニーXDなどで『レゴ スター・ウォーズ』やゲーム関連などで契約をしている。

## 契約一覧
シリーズ4作目となる『インディ・ジョーンズ/クリスタル・スカルの王国』の公開時に玩具メーカーのハスブロやレゴ、バーガーキング（ファーストフード）、マース インコーポレイテッド社とのライセンス契約をルーカスライセンシングと結んだことを公式に発表した。

## 主要部門
- ルーカス・ブックス - 出版関連
- ルーカス・ラーニング - 教材関連